# Baeza (Gerichtsbezirk)
Der Gerichtsbezirk Baeza ist einer der zehn Gerichtsbezirke in der Provinz Jaén.
Der Bezirk umfasst 4 Gemeinden auf einer Fläche von 315,64 km² mit dem Hauptquartier in Baeza.

## Gemeinden
| Gemeinde             | Einwohner (2024) | Fläche km² | Dichte Einw./km² | Cod INE | Postleitzahl |
| -------------------- | ---------------- | ---------- | ---------------- | ------- | ------------ |
| Baeza                | 15.677           | 192,78     | 81               | 23009   | 23440        |
| Begíjar              | 2.947            | 42,79      | 69               | 23014   | 23711        |
| Ibros                | 2.764            | 55,74      | 50               | 23046   | 23450        |
| Lupión               | 806              | 24,33      | 33               | 23057   | 23528        |
| Gerichtsbezirk Baeza | 22.194           | 315,64     | 70               | –       | –            |